# Leo (cómic)
Leo es el nombre de diferentes personajes de ficción que aparecen en los cómics estadounidenses publicados por Marvel Comics.

## Historial de publicaciones
El Leo original apareció por primera vez en Avengers # 72 (enero de 1970), y fue creado por Roy Thomas y Sal Buscema.
El personaje aparece posteriormente en Avengers # 120-123 (febrero-mayo de 1974), Ghost Rider # 7 (agosto de 1974), Iron Man # 184 (julio de 1984) y West Coast Avengers # 26 (noviembre de 1987), en el que es delicado.
Leo apareció como parte de la entrada "Zodiac" en el Manual Oficial de Marvel Universe Deluxe Edition # 20.

## Biografía del personaje ficticio

### Daniel Radford
Daniel Radford es miembro fundador del Zodiaco, y su base de operaciones era Los Ángeles, California. El Cartel del Zodiaco fue fundado por Cornelius van Lunt (Tauro), seleccionando a los otros once miembros; Van Lunt ocultaba su propia identidad, mientras que él era el único que conocía las identidades de los demás. Cada miembro se basó en una ciudad estadounidense diferente como parte de su red criminal a nivel nacional, con el objetivo final de la dominación económica y política mundial.
El Zodiaco fue infiltrado por Nick Fury, haciéndose pasar por Escorpio; El Zodiaco luchó contra los Vengadores y escapó. Dirigido por Tauro, el Zodiaco más tarde intentó matar a todos los residentes de Manhattan nacidos bajo el signo de Géminis como una muestra de poder, pero fueron frustrados por los Vengadores. La facción de Tauro intentó matar a la facción disidente del zodiaco, pero los Vengadores capturaron a los doce líderes. Más tarde apareció una nueva versión Androide del Zodiaco, dirigida por Escorpio en un nuevo cuerpo de Androide, masacró al Zodiaco humano y se hizo cargo de sus operaciones criminales.

### Androide Leo
Un androide Leo era un Life Model Decoy creado por Escorpio (Jacob Fury) en su "Teatro de la genética" para formar parte de su organización criminal Zodiac. Escorpio fue tras su hermano, Nick Fury, con su nuevo grupo, pero fue derrotado por los Defensores y Caballero Luna. Los Zodiac LMD fueron reclutados por Quicksilver durante su pelea con locura temporal, y Quicksilver ordenó a los Zodiac LMD que destruyeran a los Vengadores por sus fechorías imaginarias. Los Vengadores lograron derrotar al grupo y la mayoría fueron puestos bajo custodia federal.
Arregló la emboscada en la que el zodiaco androide mató a todos los líderes humanos restantes del zodíaco, excepto Cornelius van Lunt, alias Tauro. Inmediatamente después, Van Lunt buscó los servicios de la rama de la Costa Oeste de los Vengadores para enfrentar y derrotar al zodiaco androide. En su incursión inicial, los Vengadores fallaron, aunque varios androides fueron destruidos. Un nuevo Leo LMD ayudó al Zodiac a ganar ventaja cuando los Vengadores rastrearon al Zodiaco hasta su refugio en Death Valley, California, pero el primer androide Leo se ofendió al ser reemplazado. Luchó contra Escorpio directamente, aparentemente destruyéndolo.
La llave del Zodiaco resucitó de inmediato el LMD de Escorpio. Reclamando superioridad y creyendo que el Zodiaco eventualmente mataría a los Vengadores ya que los androides nunca podrían ser detenidos, Escorpio quería usar la Llave para transportar a todos en la escena a la dimensión nativa de la Llave donde el conflicto, él creía, podía prolongarse indefinidamente. Sin embargo, cuando los androides estaban en la otra dimensión, dejaron de funcionar porque cada uno de ellos estaba alineado con una energía zodiacal particular, energía que no existía en la otra dimensión. Los Vengadores encontraron a Hawkeye y Tigra había sido enviada a la misma dimensión y, reunidos, el equipo fue enviado de regreso a la Tierra por la Hermandad. Sin embargo, en secreto, la Hermandad esperó para que algún día también pudieran enviar la Llave a la Tierra nuevamente y crearles nuevos conflictos. 

### Mujer Androide Leo
La versión LMD femenina de Leo fue creada para parecerse exactamente a Tigra para infiltrarse en los Vengadores de la Costa Oeste junto con el segundo LMD de Sagitario, que se parecía exactamente a Hawkeye. El Sagitario LMD fue descubierto por Pájaro Burlón, quien junto con la ayuda de esta versión LMD de Leo, fue destruido. Leo participó en la destrucción de Sagitario para mantener su cobertura. La verdadera Tigra fue enviado a la dimensión Ankh durante este tiempo. Como los Zodiac LMD tuvieron su enfrentamiento final con los Vengadores de la Costa Oeste, se reveló que la mujer Leo se había infiltrado en el grupo. El hombre Leo LMD se enfureció y atacó a Escorpio que había creado el duplicado. Destruyó a Escorpio solo para que la llave del zodiaco lo volviera a unir.
Escorpio transportó a todos a la dimensión Ankh, con la esperanza de obtener una ventaja. Sin embargo, cuando los androides estaban en la otra dimensión, dejaron de funcionar porque cada uno de ellos estaba alineado con una energía zodiacal particular, energía que no existía en la otra dimensión. Los Vengadores descubrieron que Hawkeye y Tigra habían sido enviados a la misma dimensión y, reunidos, el equipo fue enviado de regreso a la Tierra por la Hermandad. Sin embargo, en secreto, la Hermandad esperó para que algún día también pudieran enviar la Llave a la Tierra nuevamente y crearles nuevos conflictos.

### Leo Eclíptico
El eclíptico Leo fue una adición posterior al Zodiaco que se parecía a un león humanoide. Tan malo, desagradable y brutal como los otros animales del Zodíaco, Leo también era un fanfarrón jactancioso, que hablaba abiertamente de los planes del grupo. Acompañó a Capricornio y Aries en el robo del superorganismo del Departamento H. Más tarde fue mataron con el resto del zodiaco por Arma X.

### Leo de Thanos
El quinto Leo es un hombre sin nombre que Thanos reclutó para unirse a su encarnación del Zodíaco. Durante una pelea con Hulk, Leo murió de un ataque al corazón y Iron Man usó las lecturas de energía en el traje de Leo para idear una forma de cerrar los trajes especiales de los miembros de Zodiac.

## Poderes y habilidades
Leo llevaba un disfraz de piel de león equipado con garras en las "patas" de su disfraz como armas.
El Androide Leo tiene una fuerza súper humana, agilidad, resistencia, un conjunto de garras afiladas, audición y visión mejoradas.
La mujer Androide Leo tenía las mismas habilidades que Tigra.
El Eclíptico Leo poseía una fuerza sobrehumana, además de usar garras y colmillos. Él manejaba un arma y un dispositivo de teletransportación Zodiac.
El quinto Leo es un hombre sin nombre que usa un traje especial que le permite asumir la forma de un león humanoide.

## En otros medios

### Televisión
- Leo (junto con los otros miembros de Zodiac) aparece en The Avengers: United They Stand. Se lo representa como un alienígena con forma de león.
- Leo aparece en el episodio de Ultimate Spider-Man, "Solo para tu Ojo". Los soldados de infantería de Leo se representan con máscaras de león.